# Ostřice sazová
Ostřice sazová (Carex fuliginosa) je druh jednoděložné rostliny z čeledi šáchorovité (Cyperaceae).

## Popis
Jedná se o rostlinu dosahující výšky nejčastěji 10–30 cm.. Je vytrvalá, hustě trsnatá, oddenek je větvený, nenápadný. Listy jsou střídavé, přisedlé, s listovými pochvami. Lodyha je tupě trojhranná,, asi 2–3× delší než listy. Čepele jsou nejčastěji 2–4 mm široké. Bazální pochvy jsou bledě hnědé, nerozpadavé. Ostřice sazová patří mezi různoklasé ostřice, nahoře je klásek převážně samčí, dolní klásky jsou pak čistě samičí. Samčí klásek je jeden, ovšem na vrcholu často obsahuje i nějaké samičí květy, samičích klásků je nejčastěji 2–3, 10–20 mm dlouhé, jsou na 1–5 cm dlouhých stopkách a skloněné až převislé. Dolní listen má naspodu cca 4–22 mm dlouhou pochvu . Okvětí chybí. V samčích květech jsou zpravidla 3 tyčinky. Blizny jsou většinou 3. Plodem je mošnička, která je 3,3–5,5 mm dlouhá, ploše trojhranné, kopinaté, tmavě hnědé až černé, jen v dolní části světlejší na vrcholu je krátký nevýrazný dvouklaný zobánek. Každá mošnička je podepřená plevou, která je za zralosti hnědá až černá se světlejším kýlem a na okraji úzkým blanitým lemem. Počet chromozómů: 2n=40.

## Rozšíření ve světě
Ostřice sazová je severský a vysokohorský druh, roste často v tundře. Vyskytuje se ve velehorách střední Evropy (Alpy, Karpaty), v horách Skandinávie, na Urale, ostrovech Nová země, Špicberky a Grónsko, dále na severní Sibiři a Dálném Východě. V Severní Americe to je především Aljaška, Kanada, v USA pak hory států Montana, Colorado, Utah, Wyoming. V horách Střední Asie roste příbuzná Carex stenocarpa, na Kavkaze Carex tristis. Populace ve Skandinávii a v Severní Americe byly některými autory popisovány jako Carex fuliginosa subsp. misandra, popř. jako samostatný druh Carex misandra. V České republice neroste, nejblíže ji najdeme ve Vysokých Tatrách a Alpách.